# مایکل اندروز
مایکل اندروز (انگلیسی: Michelle Andrews؛ زادهٔ ۱۹ نوامبر ۱۹۷۱) بازیکن هاکی روی چمن اهل استرالیا بود.
وی در مسابقات کشوری و بین‌المللی در مجموع برندهٔ ۷ مدال طلا شده‌است.